# Soul Asylum
Pour les articles homonymes, voir Asylum.
Soul Asylum est un groupe de rock alternatif américain, originaire de Minneapolis, dans le Minnesota. Formé en 1983, il est surtout connu pour son hit de 1993, Runaway Train, extrait de l'album Grave Dancers Union paru l'année précédente.

## Biographie

### Débuts (1981–1987)
C'est en 1981 dans un garage de Minneapolis que trois adolescents fondent les Loud Fast Rules. Karl Mueller est à la basse, Danny Murphy à la guitare et Dave Pirner à la batterie. Sous Loud Fast Rules, deux de leurs chansons sont incluses dans la compilation Barefoot and Pregnant, publiée par Reflex records, en 1982. Sur la compilation suivante, Kitten, ils sont crédités sous le nom de Proud Crass Fools. Ils jouent autour de Minneapolis–St. Paul et rencontrent un succès local. Pat Morley remplace Pirner à la batterie en 1983. Dave Pirner devient alors chanteur, avec une guitare rythmique. Le groupe change de nom pour devenir Soul Asylum.
En 1984 paraît sur le label local Twin/Tone un premier album de neuf morceaux, Say What You Will, Clarence...Everything Can Happen, réalisé par Bob Mould, chanteur d'Hüsker Dü, autre groupe local. Cet enregistrement, disponible à l'origine en disque vinyle et en cassette audio, est réédité sur disque compact en 1988 avec un titre légèrement différent (Say What You Will, Clarence...Karl Sold the Truck) et cinq morceaux supplémentaires. Grant Young remplace Pat Morley à la batterie en 1984, puis en 1986, Soul Asylum sort rien de moins que trois nouveaux opus : Made to be Broken, Time's Incinerator (un album rare sorti uniquement en cassette audio) et While You Were Out. Un des groupes phares des Twin Cities (Minneapolis et Saint Paul), Soul Asylum bénéficie d'une notoriété locale qui ne fait aucun doute, mais demeure largement inconnu hors de la région.

### Arrivée chez les majors (1988–1990)

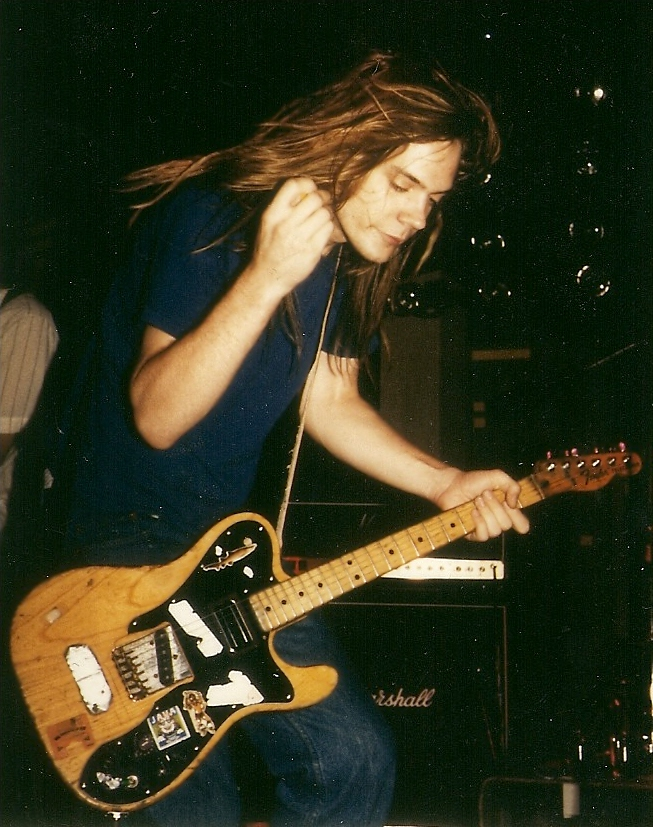
Dave Pirner à un concert de Soul Asylum en Allemagne, en 1990.

En 1988, Soul Asylum fait son entrée chez les majors en décrochant un contrat de disques chez A&M Records. Juste avant de faire son entrée, le quatuor sort un dernier album sur Twin/Tone, Clam Dip and Other Delights (1989). Le titre est une parodie de l'album Whipped Cream and Other Delights, du cofondateur d'A&M Records, Herb Alpert. La légende veut que ce dernier n'ait pas pris la chose avec humour, et d'aucuns estiment que l'incident n'a pas aidé Soul Asylum dans son court passage chez A&M.
Deux albums paraîtront sur ce label, Hang Time, puis And the Horse they Rode In On. Malgré les espoirs fondés sur le groupe, les deux disques sont des échecs commerciaux, ce qui amène Soul Asylum à envisager la dissolution. Le groupe persévère et se lance dans une tournée acoustique, en 1990, dans le Midwest américain, puis obtient un nouveau contrat de disques, cette fois avec Columbia Records.

### Succès commercial (1992–1994)
Au printemps 1992, le groupe enregistre Grave Dancers Union, qui paraît le 6 octobre, et propulse le groupe au premier plan un an plus tard grâce au tube Runaway Train. Le vidéoclip de "Runaway Train" attire particulièrement l'attention, puisqu'il affiche les photos de plusieurs enfants disparus et d'adolescents en fugue. La diffusion de ce clip a d'ailleurs permis de retrouver certaines de ces personnes. La chanson a reçu en 1994 le Grammy de la chanson rock de l'année.
Grave Dancers Union passe 76 semaines sur le palmarès des ventes Billboard et est certifié double-disque de platine en 1993 aux États-Unis (2 millions de copies vendues). Les extraits de ce disque sont, dans l'ordre : Somebody to Shove (1992), Black Gold (1993), Runaway Train (1993), et Without a Trace (1993). Soul Asylum joue le 20 janvier 1993 à la cérémonie d'investiture du nouveau président des États-Unis, Bill Clinton. Toujours en 1993, Dave Pirner se joint à Thurston Moore (de Sonic Youth), Dave Grohl (de Nirvana), Mike Mills (de R.E.M.), Greg Dulli (des Afghan Whigs) et Don Fleming (de Gumball) pour enregistrer des reprises des Beatles pour la bande sonore du film Backbeat : Cinq Garçons dans le vent. Pirner et Dulli sont les deux chanteurs sur ce disque.

### Échecs commerciaux (1995–1998)
En 1995, Soul Asylum change à nouveau de batteur, Sterling Campbell venant relever Grant Young, qui a été mis à la porte. Dans les faits, Campbell avait joué sur plusieurs chansons lors de l'enregistrement de Grave Dancers Union, notamment sur Runaway Train, mais Let Your Dim Light Shine, réalisé par Butch Vig, est le premier album où il apparait comme membre officiel du groupe. Le nouveau disque parait le 6 juin 1995. Lancé par un solide premier extrait, Misery, qui atteint le top 20 des palmarès, l'album ne connaît toutefois pas le succès attendu, du moins rien de comparable à Grave Dancers Union. Les critiques ne sont pas élogieuses, et avec du recul, les membres de Soul Asylum considèrent Let Your Dim Light Shine comme l'album qu'ils apprécient le moins dans leur discographie, Columbia Records ayant selon eux trop interféré dans le processus créatif ayant mené à sa réalisation. L'actrice Claire Danes est apparue en dans le vidéoclip de Just Like Anyone, un extrait de Let Your Dim Light Shine.
Le 28 juin 1997, le groupe se produit à Grand Forks dans le Dakota du Nord pour un concert au profit des victimes des inondations de la Rivière Rouge. De ce spectacle caritatif est tiré un album en concert After the Flood: Live from the Grand Forks Prom de 18 titres, qui est mis sur le marché sept ans plus tard, en 2004. Soul Asylum lance son neuvième album studio en 1998. La ronde des batteurs se poursuit, alors que Ian Mussington se joint au groupe. Candy from a Stranger, le troisième et dernier disque pour Columbia Records lancé en mai, passe plutôt inaperçu.

### Cinéma et décès de Karl Mueller (1999–2005)
Soul Asylum est un des groupes favoris du cinéaste Kevin Smith, qui fait appel à eux pour quatre films. Soul Asylum contribue Can't Even Tell pour le film Clerks en 1994. La chanson passe au générique final, apparaît sur la bande sonore, et le groupe tourne même un clip. Le chanteur Dave Pirner compose la musique pour Chasing Amy en 1997, dont le thème d'ouverture est réutilisé à titre de clin d'œil dans Jay et Bob contre-attaquent (Jay and Silent Bob Strike Back) en 2001. Puis en 2006, Kevin Smith choisit un hit de 1995, Misery, pour accompagner le générique qui conclut Clerks 2.
Dave Pirner emménage à La Nouvelle-Orléans et lance en 2002 un premier album solo, plus influencé par le blues que la musique de Soul Asylum. Faces and Names parait sur le label Ultimatum Music.
En mai 2004, le bassiste Karl Mueller apprend qu'il est atteint d'un cancer de la gorge et l'œsophage. Un concert caritatif est organisé pour lui en octobre 2004 au club The Quest à Minneapolis, spectacle auquel participent notamment l'ex-Replacements Paul Westerberg et deux des membres de Hüsker Dü réunis pour la première fois, Bob Mould et Grant Hart. Karl continue à jouer avec le groupe avec parfois un tube dans la gorge. Il revient même en studio avec Soul Asylum, qui commence à travailler sur un nouvel album. Cependant, Karl Mueller après une généralisation de son cancer s'éteint le 17 juin 2005, à l'âge de 42 ans.
L'album Silver Lining lui est dédié.

### Retour (2006–2011)
Soul Asylum revient en 2006, sortant son premier album studio en huit ans. The Silver Lining paraît le 11 juin sur le label Legacy. Encore une fois, un nouveau batteur se joint à la formation. Il s'agit de Michael Bland, ancien musicien de tournée pour Prince. Karl Mueller joue de la basse sur la majorité des pièces de The Silver Lining, le reste du travail étant complété par Tommy Stinson, un ami d'enfance de Dave Pirner qui rejoint officiellement les rangs du groupe. La tournée suivant la parution de ce nouveau disque est suivie, en novembre et décembre 2006, d'une autre série de concerts en première partie de Cheap Trick. En 2006, Dave Pirner a souvent dédié en concert le morceau Without a Trace à Karl Mueller. Le 10 mars 2007, Soul Asylum se joint à Cyndi Lauper, Mint Condition, et Lifehouse pour un concert pour aider Wain McFarlane, chanteur du groupe de reggae Ipso Facto, à payer ses frais de transplantation de rein.

### Delayed ReactionetChange of Fortune(depuis 2012)
Stinson reste membre officiel jusqu'en 2012. Soul Asylum publie l'album Delayed Reaction en 2012. Le 12 novembre 2012, via Facebook, le départ de Winston Roye est annoncé ; il est remplacé par Tommy Stinson à la basse, et Justin Sharbono remplace Dan Murphy à la guitare.
En 2016, le groupe publie un nouvel album, intitulé Change of Fortune.

## Membres

### Membres actuels
- Dave Pirner – batterie (1981–1983), chant, guitare rythmique (depuis 1983)
- Michael Bland – batterie, chœurs (depuis 2005)
- Winston Roye – basse, chœurs (depuis 2012)
- Ryan Smith – guitare solo, chœurs (depuis 2016)

### Membres de tournée
- George Scot McKelvey – basse (2006–2007)
- Pete Donnelly – basse (2010)

### Anciens membres
- Dan Murphy –  guitare solo, chœurs (1981–2012)
- Karl Mueller – basse (1981–2005)
- Pat Morley – batterie (1983–1984)
- Grant Young – batterie (1984–1995)
- Sterling Campbell – batterie, percussions sur Grave Dancers Union (1992), batterie (1995–1998)
- Joey Huffman – claviers (1993–1997, 2003–2006)
- Ian Mussington – batterie (1998–2001)
- Tommy Stinson – basse, chœurs (2005–2012)
- Justin Sharbono – guitare solo, chœurs (2012–2016)

## Discographie

### Albums studio
- 1984 : Say What You Will, Clarence...Karl Sold the Truck
- 1986 : Made to Be Broken
- 1986 : While You Were Out
- 1988 : Clam Dip and Other Delights (EP)
- 1988 : Hang Time
- 1990 : And the Horse They Rode In On
- 1992 : Grave Dancers Union
- 1995 : Let Your Dim Light Shine
- 1998 : Candy From a Stranger
- 2006 : The Silver Lining
- 2012 : Delayed Reaction
- 2016 : Change of Fortune

### Compilations et albums live
- 1994 : Live - Insomniac's Dream (live)
- 2000 : Black Gold: The Best of Soul Asylum (compilation)
- 2004 : After the Flood: Live from the Grand Forks Prom June 28, 1997 (live)
- 2023 : The Complete Unplugged NYC '93 (MTV Unplugged Live)

### Singles
- 1984 : Sometime to Return
- 1988 : Beggars and Choosers
- 1989 : Cartoon
- 1990 : We 3
- 1991 : All the King's Friends
- 1993 : Somebody to Shove
- 1993 : Runaway Train
- 1994 : Can't Even Tell
- 1995 : Misery
- 1995 : String of Pearls
- 1996 : Promises Broken
- 1996 : I Will Still Be Laughing
- 1999 : Close
- 2006 : Stand Up and Be Strong